# کلودیو پیسارو
کلودیو میگل پیسارو بوسیو (اسپانیایی: Claudio Miguel Pizarro Bosio‎؛ زاده ۳ اکتبر ۱۹۷۸) بازیکن فوتبال اهل پرو است. 
ازجمله افتخارات این بازیکن ۶ قهرمانی بوندسلیگا، ۶ قهرمانی درجام حذفی آلمان، ۱ قهرمانی سوپرجام آلمان، ۲ جام باشگاهای جهان، ۱ قهرمانی سوپرجام اروپا و 1قهرمانی لیگ قهرمانان اروپا ۲۰۱۳ همراه با بایرن مونیخ آلمان است.
وی با گلزنی درهفته ۲۲ بوندسلیگا ۲۰۱۹ در دقیقه ۹۶ مقابل هرتابرلین و با پیراهن وردبرمن با ۴۰ سال و ۱۳۶ روز، مسن‌ترین گلزن تاریخ بوندسلیگا شد.وی با197گل ششمین گلزن برتربوندسلیگا وبا153 گل درتمامی رقابت هابهترین گلزن تاریخ باشگاه وردبرمن است وی سابقه 317 گل باشگاهی و20گل ملی رادارد و در روزجمعه 14تیر1399وبعدازپایان بازی پلی آف ومسجل شدن بقای وردبرمن دربوندسلیگا به طوررسمی خداحافظی خودراازفوتبال اعلام کرد.او با 48 گل چهارمین گلزن برتر بین بازیکنان آمریکای جنوبی است که در تمامی رقابت های اروپایی تا حالا بازی کرده اند.او پشت سر بازیکنانی همچون لیونل مسی،سرخیو آگوئرو و آلفردو دی استفانو این جایگاه را به خود اختصاص داده است در خارج از دنیای فوتبال،او از علاقه مندان به رشته سوارکاری استدز 15 سپتامبر 2020 به عنوان سفیر باشگاه بایرن مونیخ انتخاب شد